# Кубок европейских клубов по шахматам
Ку́бок европе́йских клу́бов по ша́хматам — международное командное соревнование шахматных клубов из стран Европы, проводимое Европейским шахматным союзом.

## История
Идея проведения соревнований между европейскими шахматными клубами возникла в 1950-х годах в Югославии, в 1956 году в Белграде был проведён турнир по круговой системе с участием клубов из 9 европейских стран, завершившийся победой местного «Партизана». Своё продолжение она получила в 1974 году, когда конгресс Международной шахматной федерации (ФИДЕ) принял решение учредить Кубок европейских чемпионов. Его первый розыгрыш с участием команд из 20 стран, состязавшихся по олимпийской системе с выбыванием, продлился два года (1975—1976) и завершился финалом, в котором советский «Буревестник» и западногерманский «Золинген-1868» сыграли вничью, и оба были объявлены обладателями трофея. Начиная с третьего розыгрыша (1981—1982) турнир стал называться Кубком европейских клубов, и в нём получили право участвовать не только победители национальных клубных соревнований. После 1992 года он стал проходить ежегодно, а с 1996 года начал проводиться не только среди мужских, но и среди женских команд. С 2000 года оба Кубка разыгрываются по швейцарской системе в 7 туров на шести досках у мужчин и на четырёх у женщин.

## Победители

### Мужские соревнования
| №  | Год  | Место проведения                      | Победитель                                            | Состав |
| -- | ---- | ------------------------------------- | ----------------------------------------------------- | --- |
| 1  | 1976 | Золинген                              | «Буревестник» (Москва)                                | Василий Смыслов, Борис Гулько, Марк Тайманов, Марк Дворецкий, Лев Альбурт, Юрий Разуваев, Юрий Балашов, Владимир Багиров, Тамаз Георгадзе, Сергей Макарычев, Семён Палатник |
| 1  | 1976 | Золинген                              | «Золинген-1868» (Золинген)                            | Роберт Хюбнер, Любомир Кавалек, Ханс Хехт, Боян Кураица, Хейкки Вестеринен, Альберик О’Келли, Хайнц Леман, Матиас Герузель, Гюнтер Капелан                                  |
| 2  | 1979 | Бад-Лаутерберг                        | «Буревестник» (Москва)                                | Юрий Балашов, Василий Смыслов, Тамаз Георгадзе, Юрий Разуваев, Владимир Багиров, Александр Кочиев, Сергей Долматов, Лев Альбурт, Марк Дворецкий, Семён Палатник             |
| 3  | 1982 | Будапешт                              | «Спартак» (Будапешт)                                  | Иштван Чом, Пал Бенко, Иван Фараго, Йожеф Пинтер, Петер Лукач, Эрвин Хааг, Петер Силадьи, Аттила Шнейдер                                                                    |
| 4  | 1984 | Москва                                | «Труд» (Москва)                                       | Александр Белявский, Михаил Таль, Олег Романишин, Иосиф Дорфман, Геннадий Кузьмин, Адриан Михальчишин, Андрей Соколов, Владимир Багиров, Виталий Цешковский, Леонид Юдасин  |
| 5  | 1986 | Москва                                | «ЦСКА» (Москва)                                       | Анатолий Карпов, Артур Юсупов, Владимир Тукмаков, Смбат Лпутян, Сергей Макарычев, Ефим Геллер, Евгений Васюков, Владимир Маланюк, Евгений Владимиров, Андрей Харитонов      |
| 6  | 1988 | Ротердам                              | «ЦСКА» (Москва)                                       | Артур Юсупов, Владимир Тукмаков, Смбат Лпутян, Сергей Макарычев, Владимир Маланюк, Валерий Чехов, Евгений Владимиров, Александр Халифман, Андрей Харитонов, Евгений Пигусов |
| 7  | 1990 | Золинген                              | «Золинген-1868» (Золинген)                            | Найджел Шорт, Борис Спасский, Роберт Хюбнер, Любомир Кавалек, Эрик Лоброн, Ральф Лау, Юрген Дюбаль, Бернд Шна́йдер                                                           |
| 7  | 1990 | Золинген                              | «ЦСКА» (Москва)                                       | Владимир Тукмаков, Василий Иванчук, Евгений Владимиров, Андрей Харитонов, Сергей Макарычев, Евгений Васюков, Леонид Юртаев, Рустем Даутов, Алексей Дреев, Сергей Киселёв    |
| 8  | 1992 | Мюнхен                                | «Бавария» (Мюнхен)                                    | Роберт Хюбнер, Золтан Рибли, Йохан Хьяртарсон, Штефан Киндерман, Уве Бёнш, Клаус Бишофф, Геральд Хертнек, Филипп Шлоссер                                                    |
| 9  | 1993 | Хилверсюм                             | «Лион-Ойоннакс» (Лион)                                | Жоэль Лотье, Вишванатан Ананд, Валерий Салов, Иосиф Дорфман, Анатолий Вайсер, Бахар Куатли, Мершад Шариф                                                                    |
| 10 | 1994 | Лион                                  | «Босна» (Сараево)                                     | Гарри Каспаров, Иван Соколов, Предраг Николич, Зураб Азмайпарашвили, Смбат Лпутян, Боян Кураица, Эмир Диздаревич, Небойша Николич, Златко Башагич                           |
| 10 | 1994 | Лион                                  | «Лион-Ойоннакс» (Лион)                                | Жоэль Лотье, Вишванатан Ананд, Евгений Бареев, Иосиф Дорфман, Анатолий Вайсер, Мершад Шариф, Давид Марчиано                                                                 |
| 11 | 1995 | Любляна                               | «Ереван» (Ереван)                                     | Владимир Акопян, Смбат Лпутян, Ашот Анастасян, Арташес Минасян, Норайр Калантарян, Арсен Егиазарян                                                                          |
| 12 | 1996 | Будапешт                              | «Таттрансгаз-Итиль» (Казань)                          | Алексей Дреев, Рустем Даутов, Алексей Выжманавин, Андрей Харлов, Виорел Бологан, Ильдар Ибрагимов, Виталий Цешковский                                                       |
| 13 | 1997 | Казань                                | «Ладья» (Азов)                                        | Евгений Бареев, Пётр Свидлер, Михаил Красенков, Вадим Звягинцев, Александр Онищук, Юрий Якович, Сергей Долматов, Константин Ланда                                           |
| 14 | 1998 | Белград                               | «Panfox» (Бреда)                                      | Люк ван Вели, Ян Тимман, Майкл Адамс, Жоэль Лотье, Михаил Гуревич, Рафаэль Ваганян, Джулиан Ходжсон, Джон ван дер Вил                                                       |
| 15 | 1999 | Бугойно                               | «Босна» (Сараево)                                     | Евгений Бареев, Веселин Топалов, Иван Соколов, Йерун Пикет, Зденко Кожул, Боян Кураица, Эмир Диздаревич, Желько Галич                                                       |
| 16 | 2000 | Неум                                  | «Босна» (Сараево)                                     | Евгений Бареев, Кирил Георгиев, Сергей Мовсесян, Иван Соколов, Зденко Кожул, Суат Аталык, Боян Кураица, Эмир Диздаревич                                                     |
| 17 | 2001 | Панормо                               | «Никель» (Норильск)                                   | Сергей Долматов, Александр Грищук, Сергей Рублевский, Вадим Звягинцев, Владимир Малахов, Александр Рустемов, Игорь Глек, Сергей Смагин                                      |
| 18 | 2002 | Калитея                               | «Босна» (Сараево)                                     | Майкл Адамс, Алексей Широв, Иван Соколов, Сергей Мовсесян, Теймур Раджабов, Зденко Кожул, Боян Кураица, Эмир Диздаревич                                                     |
| 19 | 2003 | Ретимнон                              | «NAO Chess Club» (Париж)                              | Александр Грищук, Пётр Свидлер, Майкл Адамс, Жоэль Лотье, Франсиско Вальехо, Этьен Бакро, Лоран Фрессине, Игорь Натаф                                                       |
| 20 | 2004 | Чешме                                 | «NAO Chess Club» (Париж)                              | Майкл Адамс, Александр Грищук, Этьен Бакро, Франсиско Вальехо, Жоэль Лотье, Теймур Раджабов, Лоран Фрессине, Игорь Натаф                                                    |
| 21 | 2005 | Сен-Венсан                            | «Томск-400» (Томск)                                   | Левон Аронян, Виорел Бологан, Дмитрий Яковенко, Владислав Ткачёв, Павел Смирнов, Эрнесто Инаркиев, Андрей Белозёров                                                         |
| 22 | 2006 | Фюген                                 | «Томск-400» (Томск)                                   | Александр Морозевич, Дмитрий Яковенко, Виорел Бологан, Владислав Ткачёв, Эрнесто Инаркиев, Павел Смирнов, Ян Непомнящий, Андрей Белозёров                                   |
| 23 | 2007 | Кемер                                 | «Linex Magic» (Мерида)                                | Гата Камский, Майкл Адамс, Сергей Рублевский, Габриел Саркисян, Иван Чепаринов, Мануэль Перес, Иван Кабесас                                                                 |
| 24 | 2008 | Калитея                               | «Урал» (Екатеринбург)                                 | Теймур Раджабов, Гата Камский, Алексей Широв, Александр Грищук, Владимир Малахов, Александр Мотылёв, Алексей Дреев, Нухим Рашковский                                        |
| 25 | 2009 | Охрид                                 | «Экономист» (Саратов)                                 | Евгений Алексеев, Павел Эльянов, Евгений Томашевский, Бу Сянчжи, Ни Хуа, Александр Моисеенко, Дмитрий Андрейкин, Михаил Ройз                                                |
| 26 | 2010 | Пловдив                               | «Экономист» (Саратов)                                 | Павел Эльянов, Евгений Томашевский, Евгений Алексеев, Дмитрий Андрейкин, Александр Моисеенко, Ни Хуа, Михаил Ройз                                                           |
| 27 | 2011 | Рогашка-Слатина                       | «Федерация шахмат Санкт-Петербурга» (Санкт-Петербург) | Пётр Свидлер, Никита Витюгов, Сергей Мовсесян, Захар Ефименко, Вадим Звягинцев, Ильдар Хайруллин, Максим Матлаков                                                           |
| 28 | 2012 | Эйлат                                 | «SOCAR» (Баку)                                        | Теймур Раджабов, Шахрияр Мамедьяров, Веселин Топалов, Александр Грищук, Гата Камский, Эмиль Сутовский, Эльтадж Сафарли, Гадир Гусейнов                                      |
| 29 | 2013 | Родос                                 | «G-Team» (Нови-Бор)                                   | Давид Навара, Радослав Войташек, Виктор Лазничка, Кришнан Сашикиран, Збинек Грачек, Матеуш Бартель, Роберт Цвек                                                             |
| 30 | 2014 | Бильбао                               | «SOCAR» (Баку)                                        | Шахрияр Мамедьяров, Веселин Топалов, Майкл Адамс, Аниш Гири, Теймур Раджабов, Ван Хао, Антон Коробов, Эльтадж Сафарли                                                       |
| 31 | 2015 | Скопье                                | «Сибирь» (Новосибирск)                                | Владимир Крамник, Левон Аронян, Александр Грищук, Ли Чао, Ван Юэ, Антон Коробов, Дмитрий Кокарев, Дмитрий Бочаров                                                           |
| 32 | 2016 | Нови-Сад                              | «Алкалоид» (Скопье)                                   | Дин Лижэнь, Дмитрий Андрейкин, Павел Эльянов, Дмитрий Яковенко, Юй Янъи, Юрий Криворучко, Трайко Недев, Филип Панчевский                                                    |
| 33 | 2017 | Анталья                               | «Глобус» (Новосибирск)                                | Владимир Крамник, Шахрияр Мамедьяров, Александр Грищук, Сергей Карякин, Аниш Гири, Ян Непомнящий, Антон Коробов, Денис Хисматуллин                                          |
| 34 | 2018 | Порто Каррас                          | «Медный всадник» (Санкт-Петербург)                    | Пётр Свидлер, Никита Витюгов, Владимир Федосеев, Максим Матлаков, Максим Родштейн, Кирилл Алексеенко, Алексей Гоганов                                                       |
| 35 | 2019 | Улцинь                                | «Obiettivo Risarcimento» (Падуя)                      | Рихард Раппорт, Майкл Адамс, Петер Леко, Франсиско Вальехо, Гавейн Джонс, Иван Шарич, Даниеле Вокатуро, Сабино Брунелло                                                     |
| —  | 2020 | Не проводился из-за пандемии COVID-19 | Не проводился из-за пандемии COVID-19                 | Не проводился из-за пандемии COVID-19 |
| 36 | 2021 | Струга                                | «Медный всадник» (Санкт-Петербург)                    | Пётр Свидлер, Андрей Есипенко, Владимир Федосеев, Кирилл Алексеенко, Максим Матлаков, Павел Понкратов, Константин Сакаев, Алексей Гоганов                                   |
| 37 | 2022 | Майрхофен                             | «Novy Bor» (Нови-Бор)                                 | Пентала Харикришна, Видит Гуджрати, Радослав Войташек, Давид Навара, Тай Ван Нгуен, Нильс Гранделиус, Давид Антон, Маркус Раггер                                            |
| 38 | 2023 | Дуррес                                | «Offerspill Sjakklubb»                                | Магнус Карлсен, Раунак Садхвани, Арьян Тари, В. Пранав, Эрик Хансен, Юхан-Себастьян Кристиансен, Фруде Уркедаль, Беньямин Хальдорсен                                        |
| 39 | 2024 | Врнячка-Баня                          |                                                       | |

### Женские соревнования
| №  | Год  | Место проведения                      | Победитель                            | Состав                                                                                              |
| -- | ---- | ------------------------------------- | ------------------------------------- | --------------------------------------------------------------------------------------------------- |
| 1  | 1996 | Смедеревска-Паланка                   | «Агроуниверсал» (Земун)               | Алиса Марич, Алиса Галлямова, Мирьяна Марич, Сузана Максимович                                      |
| 1  | 1996 | Смедеревска-Паланка                   | «Мерани» (Тбилиси)                    | Майя Чибурданидзе, Нино Гуриели, Нино Хурцидзе, Нана Александрия                                    |
| 2  | 1997 | Риека                                 | «Гоша» (Смедеревска-Паланка)          | Наташа Бойкович, Нона Гаприндашвили, Мария Петрович, Ана Бендерач                                   |
| 3  | 1998 | Вупперталь                            | «AEM-Лукстен» (Тимишоара)             | Наталья Жукова, Кристина Фойшор, Корина Пептан, Елена Косма                                         |
| 4  | 1999 | Нова-Горица                           | «Школа Руденко» (Херсон)              | Наталья Жукова, Екатерина Ковалевская, Татьяна Василевич, Татьяна Меламед                           |
| 5  | 2000 | Галле                                 | «Агроуниверсал» (Земун)               | Алиса Марич, Алиса Галлямова, Светлана Прудникова, Ирина Челушкина                                  |
| 6  | 2001 | Белград                               | «Агроуниверсал» (Земун)               | Алиса Марич, Нино Хурцидзе, Татьяна Степовая, Светлана Прудникова, Ирина Челушкина                  |
| 7  | 2002 | Анталья                               | «BAS» (Белград)                       | Наташа Бойкович, Татьяна Василевич, Инна Гапоненко, Мария Манакова, Гордана Маркович                |
| 8  | 2003 | Ретимнон                              | «Internet CG» (Подгорица)             | Светлана Матвеева, Александра Костенюк, Ирина Челушкина, Ана Бендерач, Весна Живкович               |
| 9  | 2004 | Чешме                                 | «NTN» (Тбилиси)                       | Нана Дзагнидзе, Майя Ломинейшвили, Лела Джавахишвили, Ана Матнадзе, Сопио Гветадзе                  |
| 10 | 2005 | Сен-Венсан                            | «NTN» (Тбилиси)                       | Нана Дзагнидзе, Майя Ломинейшвили, Лела Джавахишвили, Ана Матнадзе, Тамара Церетели                 |
| 11 | 2006 | Фюген                                 | «Мика» (Ереван)                       | Майя Чибурданидзе, Элина Даниелян, Нино Хурцидзе, Нелли Агинян                                      |
| 12 | 2007 | Кемер                                 | «Cercle d'échecs» (Монте-Карло)       | Хампи Конеру, Пиа Крамлинг, Чжу Чэнь, Моника Соцко, Эльмира Скрипченко                              |
| 13 | 2008 | Калитея                               | «Cercle d'échecs» (Монте-Карло)       | Хампи Конеру, Пиа Крамлинг, Нана Дзагнидзе, Моника Соцко, Эльмира Скрипченко                        |
| 14 | 2009 | Охрид                                 | «Спартак» (Видное)                    | Татьяна Косинцева, Антоанета Стефанова, Надежда Косинцева, Екатерина Лагно, Евгения Овод            |
| 15 | 2010 | Пловдив                               | «Cercle d'échecs» (Монте-Карло)       | Хампи Конеру, Пиа Крамлинг, Анна Музычук, Мария Музычук, Эльмира Скрипченко                         |
| 16 | 2011 | Рогашка-Слатина                       | «АВС» (Краснотурьинск)                | Антоанета Стефанова, Надежда Косинцева, Наталья Погонина, Виктория Чмилите, Мария Музычук           |
| 17 | 2012 | Эйлат                                 | «Cercle d'échecs» (Монте-Карло)       | Хоу Ифань, Хампи Конеру, Анна Музычук, Пиа Крамлинг, Эльмира Скрипченко                             |
| 18 | 2013 | Родос                                 | «Cercle d'échecs» (Монте-Карло)       | Хоу Ифань, Хампи Конеру, Анна Музычук, Пиа Крамлинг, Эльмира Скрипченко                             |
| 19 | 2014 | Бильбао                               | «Нона» (Батуми)                       | Нана Дзагнидзе, Бела Хотенашвили, Саломе Мелия, Нино Бациашвили, Миранда Микадзе                    |
| 20 | 2015 | Скопье                                | «Нона» (Батуми)                       | Нана Дзагнидзе, Бела Хотенашвили, Лела Джавахишвили, Нино Бациашвили, Миранда Микадзе               |
| 21 | 2016 | Нови-Сад                              | «Cercle d'échecs» (Монте-Карло)       | Хоу Ифань, Анна Музычук, Мария Музычук, Пиа Крамлинг, Эльмира Скрипченко                            |
| 22 | 2017 | Анталья                               | «Нона» (Батуми)                       | Нана Дзагнидзе, Харика Дронавалли, Нино Бациашвили, Бела Хотенашвили, Саломе Мелия                  |
| 23 | 2018 | Порто Каррас                          | «Cercle d'échecs» (Монте-Карло)       | Анна Музычук, Пиа Крамлинг, Моника Соцко, Дейманте Корнетт, Эльмира Скрипченко                      |
| 24 | 2019 | Улцинь                                | «Нона» (Батуми)                       | Нана Дзагнидзе, Лела Джавахишвили, Нино Бациашвили, Бела Хотенашвили, Саломе Мелия                  |
| —  | 2020 | Не проводился из-за пандемии COVID-19 | Не проводился из-за пандемии COVID-19 | Не проводился из-за пандемии COVID-19                                                               |
| 25 | 2021 | Струга                                | «Южный Урал» (Челябинск)              | Динара Садуакасова, Валентина Гунина, Ольга Баделько, Александра Мальцевская, Елизавета Соложенкина |
| 26 | 2022 | Майрхофен                             | «ASVOe» (Памхаген)                    | Элина Даниелян, Анна Ушенина, Юлия Осьмак, Александра Мальцевская                                   |
| 27 | 2023 | Дуррес                                | «Superchess»                          | Нино Бациашвили, Динара Вагнер, Ирина Бульмага, Марсель Эфроимски, Элин Руберс                      |
| 28 | 2024 | Врнячка-Баня                          |                                       | |